# Беддоус, Томас (писатель)
Томас Беддоус (англ.  Thomas Lovell Beddoes, 30 июня 1803, Клифтон, графство Сомерсет, Великобритания — 26 января 1849, Базель, Швейцария) — английский поэт и драматург-романтик.

## Биография и творчество
Племянник Марии Эджуорт; его отец (тёзка) — Томас Беддоус, известный врач и анатом, впервые применивший на практике «веселящий газ», дружил с Кольриджем и Саути. Сам он был в дружбе с Мэри Шелли и Барри Корнуоллом. Выпустил роман «Импровизатор» (1821), стихотворную драму «Трагедия невесты» (1822), переводил «Философские письма» Шиллера (1825). Внезапно резко переменил жизнь, с 1825 по 1840, а затем в 1844—1846 и 1847—1848 жил в Германии, то учился медицине и занимался политикой, то пил и бузотерил. Семья считала его пропащим человеком. Несколько раз пытался покончить с собой (стрелялся), последняя попытка (на этот раз он принял большую дозу яда) удалась.

## Наследие и признание
Главная книга «Шуточки смерти», над которой он работал четверть века, вышла в 1850, «Собрание стихотворений» — в 1851. Поэзию Беддоуса высоко ценили Теннисон, Мередит и Браунинг. Первым его биографом стал Эдмунд Госс, в 1890 выпустивший том его сочинений, а в 1894 — том писем. Впоследствии о нём писали Литтон Стрейчи и Дж. Сентсбери, Харольд Блум и Нортроп Фрай. На стихи Беддоуса сочиняли музыку Б.Бриттен, Бернард ван Дирен.